# Wasilij Piestow
Wasilij Sierafimowicz Piestow (ros. Василий Серафимович Пестов, 25 kwietnia 1925 - 1 marca 2018) – radziecki działacz partyjny i państwowy.

## Życiorys
W 1950 ukończył Tulski Instytut Mechaniczny, 1956 został członkiem KPZR, od 1960 pracował w gospodarce obwodu moskiewskiego. W latach 1970–1975 I sekretarz Komitetu Miejskiego KPZR w Podolsku, 1978-1981 przewodniczący moskiewskiego obwodowego komitetu kontroli ludowej, od 5 lutego 1981 do 11 stycznia 1986 przewodniczący Komitetu Wykonawczego Moskiewskiej Rady Obwodowej. Jednocześnie od 3 marca 1981 do 25 lutego 1986 zastępca członka KC KPZR. Deputowany do Rady Związku Rady Najwyższej ZSRR 11 kadencji (1984-1989). Pochowany na Cmentarzu Trojekurowskim w Moskwie.